# اندیس اسکول در
اسکول در یک اندیس فلزی است که در حوالی شهر لنکران استان قزوین قرار دارد و مادهٔ معدنی موجود در آن، مس است.سنگ میزبان این اندیس آندزیت و آندزیت پورفیری است  